# Ґури (Західнопоморське воєводство)
Ґури (пол. Góry) — село в Польщі, у гміні Білоґард Білоґардського повіту Західнопоморського воєводства.
Населення — 69 осіб (2011).
У 1975-1998 роках село належало до Кошалінського воєводства.

## Демографія
Демографічна структура станом на 31 березня 2011 року:
|          | Загалом | Допрацездатний вік | Працездатний вік | Постпрацездатний вік |
| -------- | ------- | ------------------ | ---------------- | -------------------- |
| Чоловіки | 30      | 6                  | 23               | 1                    |
| Жінки    | 39      | 4                  | 28               | 7                    |
| Разом    | 69      | 10                 | 51               | 8                    |